# Memorias de un yakuza
Memorias de un yakuza (浅 草 博 徒 一代 Asakusa bakuto ichidai) es un libro del médico japonés y autor Junichi Saga (1991). Relata una serie de historias de la vida de su paciente Eiji Ijichi, exjefe yakuza, según el relato que éste le hizo durante los últimos meses de su vida.
El libro comienza con el adolescente Ijichi dejando su Utsunomiya natal para ir a Tokio en busca de la amante de un juez con quien él estaba teniendo una aventura. A partir de ahí cuenta su trayectoria profesional desde el primer trabajo en el negocio de carbón, pasando por su iniciación en el mundo de las apuestas ilegales como transportista de jugadores y su posterior iniciación en la Dewaya, la familia mafiosa que controlaba el juego ilegal en Asakusa, hasta llegar a ser su jefe.
Más allá de la biografía de Eiji Ichiji, de asesinatos, redadas y pasos por la cárcel, Memorias de un yakuza muestra el Japón de la primera mitad del siglo XX. Tienen una especial relevancia el impacto del Gran terremoto de Kanto, la creación del Imperio Japonés, la vida durante la Segunda Guerra Mundial y el mercado negro que floreció en Japón en la posguerra.